# سليمان عبد العزيز
سليمان عبد العزيز كاتب و مؤلف سوري. دخل عالم الكتابة الدرامية عبر مسلسل «الأميمي»، وقدم أيضا أعمال أخرى، فكتب الأجزاء الأربعة الأخيرة من «باب الحارة»، إضافة إلى «دامسكو» و«وهم»، وغيرها.

## أعماله
| المسلسل         | وظيفة              |
| --------------- | ------------------ |
| وهم             | مؤلف               |
| باب الحارة (ج9) | سيناريو وحوار      |
| باب الحارة (ج8) | مؤلف               |
| باب الحارة (ج7) | مؤلف               |
| دامسكو          | مؤلف               |
| باب الحارة (ج6) | قصة سيناريو وحوار  |
| الأميمي         | مؤلف               |
| حرملك (ج1)      | مؤلف               |
| حرملك (ج2)      | مؤلف               |
| الندء الاخير    | قصة وسيناريو وحوار |
| الدعوى رقم 160  | قصة وسيناريو وحوار |
| التتوتنجي       | قصة وسيناريو وحوار |
| التنبكجي        | قصة وسيناريو وحوار |
| تاريخ النار     | برنامج وثائقي      |
| الدومري         | مؤلف               |